# New Orleans Bowl
Le New Orleans Bowl est un match annuel, d'après saison régulière, de football américain et de niveau universitaire, se jouant depuis 2001 au Caesars Superdome de New Orleans en Louisiane (anciennement dénommé Mercedes Benz, Louisiana Superdome, The Dome, Superdome ou New Orleans Superdome).
En raison des dégâts occasionnés par l'ouragan Katrina, l'édition 2005 s'est tenue à Lafayette (Louisiane) au Cajun Field.
La dotation en 2013 pour ce match est de 500 000 US $ par équipe et en 2019 de 825 000 US $.

## Histoire
Le match fut sponsorisé de 2002 à 2004 par la chaine d'hôtels et de centre de vacances "Wyndham Hotels ans Resorts" modifiant le nom du bowl  en Wyndham New Orleans Bowl.
La société de transport de marchandises "R+L Carriers" remplacera "Wyndham" comme sponsor en 2006 modifiant à nouveau le nom du bowl en  "R+L Carriers New Orleans Bowl".
En 2001, un accord temporaire avait été signé pour mettre en présence lors du bowl, une équipe de la Sun Belt contre la 5°m équipe éligible de la MWC.
Depuis 2002, le match oppose traditionnellement une équipe de la Sun Belt Conference à une équipe de la Conference USA.
La Sun Belt qualifie d'ailleurs son champion de division pour ce match.
Si la C-USA n'a pas assez d'équipe éligible, une autre équipe est choisie "at-large" parmi les autres conférences. C'est ce qui s'est passé en 2011, lorsque les Aztecs de San Diego State de la  MWC furent choisis pour jouer le match contre le champion de la Sun Belt.
Le match de 2005 dut se tenir le 20 décembre à Lafayette, Louisiane au stade Cajun Field à la suite des ravages de l'Ouragan Katrina sur la Nouvelle Orleans rendant impraticable le Superdome où avait lieu traditionnellement le match.
En 2006, le match revient au Superdome où il se déroule toujours actuellement. Le record d'assistance au match sera battu en 2013 pour la troisième année consécutive. Il est en fait un des bowl à la plus forte assistance si l'on excepte les bowl majeurs.
Le match de 2006 mit en présence l'équipe de Troy, co-championne de la Sun Belt, contre l'équipe de Rice issue de la C-USA. La dernière participation de l'équipe de Troy à un bowl (le Bluebonnet Bowl) remontait à 45 ans !

## Anciens logos
|  |  |
|  |  |

## Palmarès[3]
| Dates            | Vainqueurs                      | Scores  | Finalistes                 | Assistances | Conférences      | Notes     |
| ---------------- | ------------------------------- | ------- | -------------------------- | ----------- | ---------------- | --------- |
| 18 décembre 2001 | Colorado State (7-5)            | 45-20   | North Texas (5-7)          | 27 004      | MWC - Sun Belt   |           |
| 17 décembre 2002 | North Texas (8-5)               | 25-19   | Cincinnati (7-6)           | 19 024      | Sun Belt - C-USA |           |
| 16 décembre 2003 | Memphis (9-4)                   | 27-17   | North Texas (9-4)          | 25 184      | C-USA - Sun Belt |           |
| 14 décembre 2004 | Southern Miss (7-5)             | 31-10   | North Texas (7-5)          | 27 253      | C-USA - Sun Belt |           |
| 20 décembre 2005 | Southern Miss (7-5)             | 31-19   | Arkansas State (6-6)       | 18 338      | C-USA - Sun Belt |           |
| 22 décembre 2006 | Troy (8-5)                      | 41-17   | Rice (7-6)                 | 26 423      | Sun Belt - C-USA |           |
| 21 décembre 2007 | Florida Atlantic (8-5)          | 44-27   | Memphis (7-6)              | 25 146      | Sun Belt - C-USA |           |
| 21 décembre 2008 | Southern Miss (7-6)             | 30ET27  | Troy (8-5)                 | 30 197      | C-USA - Sun Belt |           |
| 20 décembre 2009 | Middle Tennessee (8-5)          | 42-32   | Southern Miss(9-4)         | 30 228      | Sun Belt - C-USA |           |
| 18 décembre 2010 | Troy (8-5)                      | 48-21   | Ohio (8-5)                 | 29 159      | Sun Belt - MAC   |           |
| 17 décembre 2011 | Louisiana-Lafayette (9-4)       | 32-30   | San Diego State (8-5)      | 42 841      | Sun Belt - MWC   | ~~        |
| 22 décembre 2012 | Louisiana-Lafayette (9-4)       | 43-34   | East Carolina (8-5)        | 48 828      | Sun Belt - C-USA |           |
| 21 décembre 2013 | Louisiana-Lafayette (9-4)       | 24-21   | Tulane (7-6)               | 54 728      | Sun Belt - C-USA | ~~        |
| 20 décembre 2014 | Louisiana-Lafayette (9-4)       | 16-3    | Nevada (7-6)               | 34 014      | Sun Belt - MWC   | Note      |
| 19 décembre 2015 | Louisiana Tech (9-4)            | 47-28   | Arkansas State (9-4)       | 32 487      | C-USA - Sun Belt | Note      |
| 17 décembre 2016 | Southern Miss (6–6)             | 28-21   | Louisiana-Lafayette (6–6)  | 35 061      | C-USA - Sun Belt | Note      |
| 16 décembre 2017 | Troy (10-2)                     | 50-30   | North Texas (9-4)          | 24 904      | Sun Belt - C-USA | Note      |
| 15 décembre 2018 | Appalachian State (10-2)        | 15-13   | Middle Tennessee (8-5)     | 23 942      | Sun Belt - C-USA | Note      |
| 21 décembre 2019 | #20 Appalachian State (12-1)    | 31-17   | Blazers de l'UAB (9-4)     | 21 201      | Sun Belt - C-USA | Note      |
| 23 décembre 2020 | Georgia Southern (7-5)          | 38-03   | Louisiana Tech (5-4)       | 5 000       | Sun Belt - C-USA | Note      |
| 18 décembre 2021 | #16 Louisiana (12-1)            | 36-21   | Marshall (7-5)             | 21 642      | Sun Belt - C-USA | Note (en) |
| 21 décembre 2022 | Western Kentucky (8-5)          | 44 - 23 | South Alabama (10-2)       | 13 456      | C-USA - Sun Belt | Note      |
| 16 décembre 2023 | Gamecocks de Jacksonville State | 34ET31  | Ragin' Cajuns de Louisiane | 14 485      | C-USA - Sun Belt | Note (en) |
| 19 décembre 2024 | Bearkats de Sam Houston         | 31 - 26 | Eagles de Georgia Southern | 13 151      | C-USA - Sun Belt | Note      |

~~ Louisiana-Lafayette a annulé les résultats de 22 de ses matchs entre 2011 et 2014, y compris les victoires aux New Orléans Bowls de 2011 et 2013, en raison de violations majeures des règles de la NCAA (l’ancien entraîneur des linebackers David Saunders avait falsifié plusieurs examens obligatoires de cinq recrues afin de faciliter leur intégration au sein du programme de football),,

## Meilleurs Joueurs du Bowl (MVP)[3]
| Saisons | Joueurs           | Équipes             | Postes |
| ------- | ----------------- | ------------------- | ------ |
| 2001    | Justin Gallimore  | Colorado State      | DB     |
| 2002    | Kevin Galbreath   | North Texas         | RB     |
| 2003    | Danny Wimprine    | Memphis             | QB     |
| 2004    | Michael Boley     | Southern Miss       | LB     |
| 2005    | Shawn Nelson      | Southern Miss       | TE     |
| 2006    | Omar Haugabook    | Troy                | QB     |
| 2007    | Rusty Smith       | Florida Atlantic    | QB     |
| 2008    | Austin Davis      | Southern Miss       | QB     |
| 2009    | Dwight Dasher     | Middle Tennessee    | QB     |
| 2010    | Corey Robinson    | Troy                | QB     |
| 2011    | Blaine Gautier    | Louisiana–Lafayette | QB     |
| 2012    | Terrance Broadway | Louisiana–Lafayette | QB     |
| 2013    | Orleans Darkwa    | Tulane              | RB     |
| 2014    | Terrance Broadway | Louisiana–Lafayette | QB     |
| 2015    | Kenneth Dixon     | Louisiana Tech      | RB     |
| 2016    | Allenzae Staggers | Southern Miss       | WR     |
| 2017    | Brandon Silvers   | Troy                | QB     |
| 2018    | Zach Thomas       | Appalachian State   | QB     |
| 2019    | Darrynton Evans   | Appalachian State   | RB     |
| 2020    | Shai Werts        | Georgia Southern    | QB     |
| 2021    | Levi Lewis        | Louisiana           | QB     |
| 2022    | Austin Reed (en)  | Western Kentucky    | QB     |
| 2023    | Ron Wiggins       | Jacksonville State  | RB     |
| 2024    | Jaylon Jimmerson  | Sam Houston         | DB     |

## Statistiques par équipes
Mis à jour le 20 décembre 2024
| Rang | Équipes                          | Apparitions | G-(N)-P |
| ---- | -------------------------------- | ----------- | ------- |
| 1    | Golden Eagles de Southern Miss   | 5           | 4–1     |
| 2    | Mean Green de North Texas        | 5           | 1–4     |
| 3    | Trojans de Troy                  | 4           | 3–1     |
| 4    | Ragin' Cajuns de Louisiane       | 6~~         | 3–1~~   |
| 5    | Mountaineers d'Appalachian State | 2           | 2–0     |
| 5    | Hilltoppers de Western Kentucky  | 2           | 2–0     |
| 6    | Bulldogs de Louisiana Tech       | 2           | 1–1     |
| 6    | Eagles de Georgia Southern       | 2           | 1–1     |
| 8    | Bearkats de Sam Houston          | 1           | 1–0     |
| 8    | Rams de Colorado State           | 1           | 1–0     |
| 8    | Owls de Florida Atlantic         | 1           | 1–0     |
| 11   | Blue Raiders de Middle Tennessee | 2           | 1–1     |
| 12   | Bearcats de Cincinnati           | 1           | 0–1     |
| 12   | Pirates d'East Carolina          | 1           | 0–1     |
| 12   | Thundering Herd de Marshall      | 1           | 0–1     |
| 12   | Wolf Pack du Nevada              | 1           | 0–1     |
| 12   | Bobcats de l'Ohio                | 1           | 0–1     |
| 12   | Owls de Rice                     | 1           | 0–1     |
| 12   | Aztecs de San Diego State        | 1           | 0–1     |
| 12   | Green Wave de Tulane             | 1           | 0–1     |
| 12   | Blazers de l'UAB                 | 1           | 0–1     |
| 21   | Jaguars de South Alabama         | 2           | 0–2     |
| 21   | Red Wolves d'Arkansas State      | 2           | 0–2     |

~~ Louisiana-Lafayette a annulé les résultats de 22 de ses matchs entre 2011 et 2014, y compris les victoires aux New Orléans Bowls de 2011 et 2013, en raison de violations majeures des règles de la NCAA (l’ancien entraîneur des linebackers David Saunders avait falsifié plusieurs examens obligatoires de cinq recrues afin de faciliter leur intégration au sein du programme de football),,.

## Statistiques par Conférences
Mis à jour le 20 décembre 2024
| Conférences | Apparitions | Gagnés | Perdus | %    |
| ----------- | ----------- | ------ | ------ | ---- |
| Sun Belt ~~ | 24          | 14     | 10     | 58,3 |
| C-USA       | 20          | 9      | 11     | 45,0 |
| MWC         | 3           | 1      | 2      | 33,3 |
| MAC         | 1           | 0      | 1      | 0    |

~~ Louisiana-Lafayette a annulé les résultats de 22 de ses matchs entre 2011 et 2014, y compris les victoires aux New Orléans Bowls de 2011 et 2013, en raison de violations majeures des règles de la NCAA (l’ancien entraîneur des linebackers David Saunders avait falsifié plusieurs examens obligatoires de cinq recrues afin de faciliter leur intégration au sein du programme de football),,.

## Game records
Mis à jour le 20 décembre 2024
| Équipes                                    | Performances, Opposants                                                        | Saisons   |
| ------------------------------------------ | ------------------------------------------------------------------------------ | --------- |
| Plus de points inscrits sur le match       | 50, Troy contre North Texas                                                    | 2017      |
| Moins de points accordés                   | 3, Louisiana-Lafayette contre Nevada et Louisiana Tech contre Georgia Southern | 2014 2020 |
| Plus grande marge de victoire              | 35, Georgia Southern contre Louisiana                                          | 2020      |
| Plus grand nombre de First Down            | 31, Jacksonville State vs. Louisiana                                           | 2023      |
| Plus grand nombre de Yards à la course     | 322, Georgia Southern contre Louisiana                                         | 2020      |
| Plus grand nombre de Yards à la passe      | 522, Western Kentucky contre South Alabama                                     | Déc. 2022 |
| Plus grand total de Yards                  | 791, Louisiana Tech contre Arkansas State                                      | 2015      |
| Individualités                             | Performances, Joueurs, Equipes                                                 | Saisons   |
| Plus grand nombre de points inscrits       | 24, Kenneth Dixon, Louisiana Tech                                              | 2015      |
| Plus grand nombre de Touchdowns à la passe | 5, Rusty Smith, Florida Atlantic                                               | 2007      |
| Plus grand nombre de Yards à la course     | 201, Dwight Dasher, Middle Tenn. State                                         | 2009      |
| Plus grand nombre de Yards à la passe      | 470, Blaine Gautier, Louisiana–Lafayette                                       | 2011      |
| Plus grand nombre de Yards en réception    | 230, Allenzae Staggers, Southern Miss                                          | 2016      |